# Ibitiara
Ne doit pas être confondu avec Ibitira.
Ibitiara est une municipalité brésilienne de l'État de Bahia et la Microrégion de Boquira.